# Oakdale (Luisiana)
Oakdale es una ciudad ubicada en la parroquia de Allen en el estado estadounidense de Luisiana. En el Censo de 2010 tenía una población de 7780 habitantes y una densidad poblacional de 571,62 personas por km².

## Geografía
Oakdale se encuentra ubicada en las coordenadas 30°48′59″N 92°39′21″O / 30.81639, -92.65583. Según la Oficina del Censo de los Estados Unidos, Oakdale tiene una superficie total de 13.61 km², de la cual 13.45 km² corresponden a tierra firme y (1.18%) 0.16 km² es agua.

## Demografía
Según el censo de 2010, había 7780 personas residiendo en Oakdale. La densidad de población era de 571,62 hab./km². De los 7780 habitantes, Oakdale estaba compuesto por el 62.4% blancos, el 34% eran afroamericanos, el 1.25% eran amerindios, el 0.77% eran asiáticos, el 0.03% eran isleños del Pacífico, el 0.36% eran de otras razas y el 1.2% pertenecían a dos o más razas. Del total de la población el 0.81% eran hispanos o latinos de cualquier raza.